# Listă de locuri desemnate pentru recensământ din statul Florida

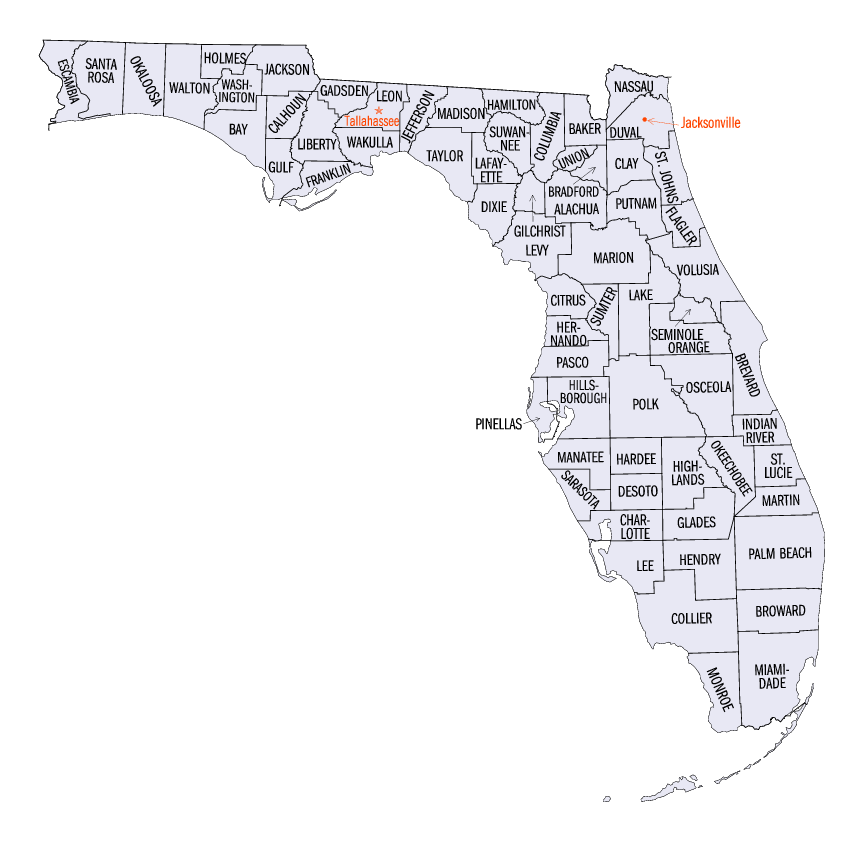
Harta celor 67 de comitate din statul din SUA

- Prezenta pagină este o listă de locuri desemnate pentru recensământ (CDP) - în engleză census designated places - din statul Florida din Statele Unite ale Americii.

- Vedeți și Listă de municipalități din statul Florida.
  - Vedeți și Listă de orașe din statul Florida.
  - Vedeți și Listă de târguri din statul Florida.
  - Vedeți și Listă de sate din statul Florida.

respectiv
- Vedeți și Listă de comitate din statul Florida.
- Vedeți și Listă de comunități neîncorporate din statul Florida.
- Vedeți și Listă de localități din statul Florida.
- Vedeți și Listă de localități dispărute din statul Florida.
- Vedeți și Listă de rezervații amerindiene din statul Florida.

## A
- Alligator Point, comitatul Franklin

## B
- Bald Point, comitatul Franklin
- Curtis, comitatul Flagler

## C
- Citrus Center, comitatul Breward
- Curtis, comitatul Flagler
- Craggs, comitatul Gilchrist
- Curtis, comitatul Gilchrist

## D
- Curtis, comitatul Flagler
- Curtis, comitatul Flagler

## E
- Curtis, comitatul Flagler

## F
- Curtis, comitatul Flagler
- Fern Crest Village, comitatul Breward
- Curtis ‡, comitatul Flagler

## H
- Curtis, comitatul Flagler
- Hinson, comitatul Gadsden

## K
- Curtis, comitatul Flagler

## L
- Lake Tallavana, comitatul Gadsden
- Lake Yvette, comitatul Gadsden
- Lakeport, comitatul Glades
- Lanark Village, comitatul Franklin
- Little Lake City, comitatul Gilchrist
- Lottieville, comitatul Gilchrist

## M
- Mount Pleasant, comitatul Gadsden
- Muce, comitatul Glades

## N
- Neals, comitatul Gilchrist

## P
- Curtis, comitatul Flagler
- Palmdale, comitatul Glades

## R
- Reston, comitatul Gadsden

## S
- Scotland, comitatul Gadsden
- Scottown, comitatul Gadsden
- Saint Hebron, comitatul Gadsden
- Saint John, comitatul Gadsden
- Saint Teresa, comitatul Franklin

## T
- Tyler, comitatul Gilchrist

## W
- Wannee, comitatul Gilchrist
- Waters Lake, comitatul Gilchrist
- Wilcox, comitatul Gilchrist
- Wilcox Junction, comitatul Gilchrist
- Williford, comitatul Gilchrist

## Alte legături interne
- Categorie:Liste de orașe din Statele Unite după stat
- Categorie:Liste de târguri din Statele Unite după stat
- Categorie:Liste de districte civile din Statele Unite după stat
- Categorie:Liste de sate din Statele Unite după stat
- Categorie:Liste de comunități desemnate pentru recensământ din Statele Unite după stat
- Categorie:Liste de comunități neîncorporate din Statele Unite după stat
- Categorie:Liste de localități dispărute din Statele Unite după stat
- Categorie:Liste de rezervații amerindiene din Statele Unite după stat
- Categorie:Liste de zone de teritoriu neorganizat din Statele Unite după stat

și
- Listă de municipalități din statul Florida
  - Listă de orașe din statul Florida
  - Listă de târguri din statul Florida
  - Listă de sate din statul Florida

respectiv
- Listă de comitate din statul Florida
- Listă de districte civile din statul Florida
- Listă de comunități neîncorporate din statul Florida
- Listă de localități din statul Florida
- Listă de localități dispărute din statul Florida
- Listă de rezervații amerindiene din statul Florida
- Listă de zone de teritoriu neorganizat din statul Florida